# Batalla de Jena
La batalla de Jena va tenir lloc el 14 d'octubre de 1806, i va enfrontar l'exèrcit francès sota el comandament de Napoleó contra les tropes prussianes comandades per Frederic Guillem III de Prússia. Aquesta batalla, al costat de la batalla d'Auerstädt, va significar la derrota de Prússia i la seva sortida de les Guerres Napoleòniques fins a 1813.

## Antecedents
La Quarta Coalició  va ser una aliança organitzada contra l'Imperi Francès de Napoleó entre els anys 1806 i 1807. Els participants en aquesta coalició van ser Anglaterra, Prússia, Rússia, Saxònia i Suècia.
La majoria dels membres d'aquesta coalició ja es trobaven lluitant prèviament contra França com a part de la Tercera Coalició, de manera que no hi va haver un període intermedi de pau. el 1806, a instigació d'Anglaterra i gràcies als abundants subsidis prodigats pel gabinet de Londres a la cort de Prússia, aquesta última es va unir a la coalició tement el poder emergent de França després de la derrota austríaca. Prússia i Rússia es van mobilitzar per a una nova campanya, i les tropes prussianes es van concentrar a Saxònia.
L'Emperador va dirigir la campanya amb l'objectiu de prendre Berlín. Després d'una trobada en Saalfeld, va seguir perseguint a l'exèrcit prussià. Pensant que aquest es trobava en Weimar, retirant-se cap a Leipzig, va accelerar la marxa per arribar a Jena. L'exèrcit francès va arribar a Jena a últimes hores del del 13 d'octubre comandats pel Mariscal Jean Lannes, unint posteriorment la força de l'Emperador, la unió de les quals va resultar en un exèrcit de més de 100.000 homes. Els exploradors van indicar que arribarien els prussians, uns 70.000 homes al comandament del Príncep Friedrich Hohenloe durant el dia 13 d'octubre. Napoleó va pensar que tenia davant seu al gruix de l'exèrcit prussià i la nit del 13 al 14, va enviar a Davout endavant per enfrontar-se al flanc dret de l'exèrcit prussià i conduir-los a terreny obert, on el gruix de la tropa francesa pogués enfrontar-s'hi amb major eficàcia.

## Batalla
L'inici de la batalla el desencadena una càrrega incontrolada del Mariscal Michel Ney, que es llança contra els prussians, havent de ser rescatat per la cavalleria francesa abans de ser completament aniquilat. El posterior avanç del gruix de l'exèrcit francès, amb la cavalleria al comandament de Joachim Murat i l'empenta contra el centre prussià de les forces de Nicolas Jean de Dieu Soult, posa finalment en retirada a l'exèrcit prussià, que al mateix temps estava sent fortament assetjat pel Mariscal Davout a Auerstädt.

## Conseqüències
Després del combat principal, l'exèrcit francès va avançar, ja pràcticament sense resistència, prenent les ciutats d'Erfurt i finalment, Berlín, forçant l'exili de la família reial prussiana a la Prússia Oriental, a la ciutat de Königsberg i posteriorment a Sant Petersburg.